# Movil Air
Movil Air es una aerolínea peruana que ofrece servicios turísticos a las Líneas de Nazca desde Ica Nasca y Full day desde Lima . Tiene como base el Aeropuerto María Reiche Neuman . Esta aerolínea es parte del Grupo Movil, la cual tiene 30 años en el sector transporte  siendo sus marcas reconocidas Movil Bus y Movil Cargo. 

## servicios
Classic Lines - Nasca 
Classic Lines - Ica 
Movil Pack - Lima 

## Destinos
Vuelos Chárter
- Ica
- Nazca

Vuelos Turísticos
- Líneas de Nazca

## Flota
- 3 Cessna Gran Caravan Garmin 1000

- Datos: Q16609275

- 2 Cessna 207